# Fresno Alhándiga
Fresno Alhándiga – gmina w Hiszpanii, w prowincji Salamanka, w Kastylii i León, o powierzchni 13,28 km². W 2011 roku gmina liczyła 275 mieszkańców.